# AFCアジアカップ2019 (予選)・3次予選
このページでは、AFCアジアカップ2019の予選における3次予選について示す。

## 進出チーム
2次予選の成績により出場するチーム
×印は、成績上は3次予選に出場できるものの実際には出場しないチームを表す（後述）。
| 2次予選のグループ | 2位 (各組2位中下位4チーム) | 3位              | 4位 (各組4位中上位4チーム) |
| ----------------- | -------------------------- | ---------------- | -------------------------- |
| A                 | —                          | パレスチナ       | —                          |
| B                 | ヨルダン                   | キルギス         | —                          |
| C                 | —                          | 香港             | —                          |
| D                 | オマーン                   | トルクメニスタン | グアム×                    |
| E                 | —                          | シンガポール     | アフガニスタン             |
| F                 | —                          | ベトナム         | —                          |
| G                 | レバノン                   | クウェート×      | ミャンマー                 |
| H                 | 北朝鮮                     | フィリピン       | バーレーン                 |

プレーオフの結果出場するチーム
プレーオフIの勝者
- カンボジア
- イエメン
- タジキスタン
- マレーシア
- インド

プレーオフIIの勝者
- モルディブ
- ブータン
- チャイニーズタイペイ

代替出場するチーム
- ネパール（ グアムの代替）
  - グアムは資金の問題から3次予選の出場を辞退[2]、これを受けてアジアサッカー連盟はAFCソリダリティーカップ2016優勝チームのネパールを補充チームとすることを同国協会に提示していた[3]。
- マカオ（ クウェートの代替）
  - クウェートサッカー協会が国際サッカー連盟（FIFA）からの資格停止処分を受けていることについてアジアサッカー連盟は、もし組み合わせ抽選の1か月前（2016年12月18日）までに同協会の資格停止処分が解除されない場合、クウェートは当予選に参加できないと発表した[4]。その後アジアサッカー連盟は12月23日に、この期限を延長し、もし2017年1月11日（次のFIFA評議会の翌日）の時点でクウェートの資格停止処分が解除されるための十分な進展が見られるならばクウェートの予選参加を認め、そうでない場合は他のチームを補充すると発表した[5]。最終的にクウェート代表の参加は認められないこととなり、上述のネパール代表に加え、AFCソリダリティーカップ2016準優勝チームのマカオも3次予選に出場することとされた[6]。

## シード順
組み合わせ抽選のシード順は、2017年1月12日に発表される予定のFIFAランキングに基づいて決定される。シード順は以下の通り決定した。
| - 1. ヨルダン(107) - 2. オマーン(118) - 3. フィリピン(122) - 4. バーレーン(123) - 5. キルギス(124) - 6. 北朝鮮(125) | - 7. インド(129) - 8. パレスチナ(131) - 9. タジキスタン(132) - 10. ベトナム(136) - 11. 香港(140) - 12. トルクメニスタン(143) | - 13. モルディブ(145) - 14. レバノン(148) - 15. イエメン(149) - 16. アフガニスタン(151) - 17. チャイニーズタイペイ(157) - 18. ミャンマー(159) | - 19. マレーシア(161) - 20. シンガポール(165) - 21. カンボジア(172) - 22. ネパール(175) - 23. ブータン(176) - 24. マカオ(184) |

## 試合結果
| 勝ち点が同点のチームが2つ以上ある場合 |
| --- |
| 勝ち点が同点のチームが2つ以上ある場合は、以下の順に比較して順位を決定する（大会規定第9条参照）。 1. 当該チーム間の対戦による勝点 2. 当該チーム間の対戦による得失点差 3. 当該チーム間の対戦による得点数 4. 当該チーム間の対戦によるアウェーゴール数 5. ここまでを比較してなお並ぶチームがある場合は、それらのチームのみによって上記の基準で改めて順位付けを行う。それでも順位付けができないチームがある場合は、以下の基準へ進む。 6. 総得失点差 7. 総得点 8. PK戦（2チームのみが並び、かつ最終節で対戦している場合） 9. イエローカード・レッドカードの数による評価 10. 抽選 |

### グループA
| 順 | チーム     | 試 | 勝 | 分 | 敗 | 得 | 失 | 差  | 点 | 出場権       |     |     |     |     |     |
| -- | ---------- | -- | -- | -- | -- | -- | -- | --- | -- | ------------ | --- | --- | --- | --- | --- |
| 1  | インド     | 6  | 4  | 1  | 1  | 11 | 5  | +6  | 13 | アジアカップ |     | —   | 1–0 | 2–2 | 4–1 |
| 2  | キルギス   | 6  | 4  | 1  | 1  | 14 | 8  | +6  | 13 | アジアカップ |     | 2–1 | —   | 5–1 | 1–0 |
| 3  | ミャンマー | 6  | 2  | 2  | 2  | 10 | 10 | 0   | 8  |              |     | 0–1 | 2–2 | —   | 1–0 |
| 4  | マカオ     | 6  | 0  | 0  | 6  | 4  | 16 | −12 | 0  |              | 0–2 | 3–4 | 0–4 | —   |     |

| 2017年3月28日 |

| ミャンマー | 0 - 1    | インド          |
|            | レポート | チェトリ 90+1分 |

| トゥウンナ・スタジアム, ヤンゴン 観客数: 21,025 主審: ユ・ミンシュン（チャイニーズタイペイ） |

| 2017年3月28日 |

| キルギス        | 1 - 0    | マカオ |
| バイマトフ 70分 | レポート |        |

| スパルタク・スタジアム, ビシュケク 観客数: 10,600 主審: マスウード・トゥファーイレ（シリア） |

| 2017年6月13日 |

| マカオ | 0 - 4    | ミャンマー                                                                         |
|        | レポート | シー・トゥー・アウン 4分, 62分 · チョー・コー・コー 30分 · ミン・ミン・トゥー 74分 |

| 澳門運動場, タイパ 観客数: 1,200 主審: キム・テヨン（韓国） |

| 2017年6月13日 |

| インド        | 1 - 0    | キルギス |
| チェトリ 69分 | レポート |          |

| シュリー・カンティーラヴァ・スタジアム, バンガロール 観客数: 6,213 主審: 山本雄大（日本） |

| 2017年9月5日 |

| マカオ | 0 - 2    | インド          |
|        | レポート | シン 57分, 82分 |

| 澳門運動場, タイパ 観客数: 600 主審: アフメド・アルアリ（ヨルダン） |

| 2017年10月10日 |

| インド                                                                       | 4 - 1    | マカオ      |
| ボルジェス 28分 · チェトリ 60分 · 林嘉誠 70分 (o.g.) · ラルペクフルヤ 90+2分 | レポート | トロン 37分 |

| シュリー・カンティーラヴァ・スタジアム, バンガロール 観客数: 4,113 主審: ヤコブ・アブデル・バキ（オマーン） |

| 2017年10月10日 |

| ミャンマー                                    | 2 - 2    | キルギス                                  |
| アウン・トゥ 52分 · チョー・コー・コー 90+2分 | レポート | ゼムリャヌヒン 9分 (pen.) · マイヤー 49分 |

| トゥウンナ・スタジアム, ヤンゴン 観客数: 2,886 主審: アリ・アブドゥナビ（バーレーン） |

| 2017年11月14日 |

| マカオ                                                             | 3 - 4    | キルギス                                                         |
| チャン・パクチュン 72分 · トロン 79分 (pen.) · フェルナンデス 87分 | レポート | ゼムリャヌヒン 25分 (pen.), 55分 · ルクス 36分 · ムルザエフ 84分 |

| 澳門運動場, タイパ 観客数: 353 主審: ボー・ミン・チー（ベトナム） |

| 2017年11月14日 |

| インド                                     | 2 - 2    | ミャンマー                                       |
| チェトリ 13分 (pen.) · ラルペクフルヤ 69分 | レポート | ヤン・ナイン・ウー 1分 · チョー・コー・コー 19分 |

| ファトルダ・スタジアム, ゴア 観客数: 5,546 主審: 廖國文（香港） |

| 2018年3月22日 |

| キルギス                                                                      | 5 - 1    | ミャンマー              |
| シャムシェフ 2分 · ゼムリャヌヒン 5分, 63分 · ルクス 74分 · サギンバエフ 87分 | レポート | チョー・コー・コー 83分 |

| 仁川サッカー競技場, 仁川（韓国） 観客数: 1,068 主審: スクビル・シン（シンガポール） |

| 2018年3月27日 |

| キルギス                             | 2 - 1    | インド              |
| ゼムリャヌヒン 2分 · ムルザエフ 72分 | レポート | ラルペクフルヤ 87分 |

| スパルタク・スタジアム, ビシュケク 観客数: 9,588 主審: アマール・アリ・アル＝ジェネイビー（アラブ首長国連邦） |

| 2018年3月27日 |

| ミャンマー      | 1 - 0    | マカオ |
| チー・リン 74分 | レポート |        |

| トゥウンナ・スタジアム, ヤンゴン 観客数: 4,638 主審: 東城穣（日本） |

### グループB
| 順 | チーム     | 試 | 勝 | 分 | 敗 | 得 | 失 | 差  | 点 | 出場権       |     |     |     |     |     |
| -- | ---------- | -- | -- | -- | -- | -- | -- | --- | -- | ------------ | --- | --- | --- | --- | --- |
| 1  | レバノン   | 6  | 5  | 1  | 0  | 14 | 4  | +10 | 16 | アジアカップ |     | —   | 5–0 | 2–0 | 2–1 |
| 2  | 北朝鮮     | 6  | 3  | 2  | 1  | 13 | 10 | +3  | 11 | アジアカップ |     | 2–2 | —   | 2–0 | 4–1 |
| 3  | 香港       | 6  | 1  | 2  | 3  | 4  | 7  | −3  | 5  |              |     | 0–1 | 1–1 | —   | 2–0 |
| 4  | マレーシア | 6  | 0  | 1  | 5  | 5  | 15 | −10 | 1  |              | 1–2 | 1–4 | 1–1 | —   |     |

| 2017年3月28日 |

| レバノン                      | 2 - 0    | 香港 |
| ガダル 27分 · マートゥク 34分 | レポート |      |

| カミール・シャムーン・スポーツ・シティ・スタジアム, ベイルート 観客数: 14,672 主審: プランジャル・バネルジェ（インド） |

| 2017年6月13日 |

| マレーシア    | 1 - 2    | レバノン            |
| ジャスリ 43分 | レポート | アタヤ 79分, 90+4分 |

| タン・スリ・ダト・ハジ・ハッサン・ユーヌス・スタジアム, ジョホールバル 観客数: 6,850 主審: ジャミール・モハメド（バーレーン） |

| 2017年6月13日 |

| 香港          | 1 - 1    | 北朝鮮      |
| 陳俊樂 45+1分 | レポート | 金有成 46分 |

| 香港スタジアム, 湾仔区 観客数: 8,194 主審: ジャンセン・フー（シンガポール） |

| 2017年9月5日 |

| マレーシア    | 1 - 1    | 香港            |
| ザイノン 56分 | レポート | レオナルド 53分 |

| ハン・ジェバ・スタジアム, ムラカ 観客数: 3,646 主審: クリストファー・ビース（オーストラリア） |

| 2017年9月5日 |

| 北朝鮮                    | 2 - 2    | レバノン                        |
| 金有成 23分 · 李栄直 87分 | レポート | マンスール 47分 · ガダル 90+4分 |

| 金日成競技場, 平壌 観客数: 31,000 主審: アジズ・アシモフ（ウズベキスタン） |

| 2017年10月10日 |

| 香港                          | 2 - 0    | マレーシア |
| ターレス 44分 · マッキー 49分 | レポート |            |

| 香港スタジアム, 湾仔区 観客数: 7,920 主審: ニヴォン・ロベシュ・ガミニ（スリランカ） |

| 2017年10月10日 |

| レバノン                                                                          | 5 - 0    | 北朝鮮 |
| エル＝ヘルウェ 21分 · マートゥク 25分 · アヤス 50分 · ハマム 80分 · アタヤ 90+1分 | レポート |        |

| カミール・シャムーン・スポーツ・シティ・スタジアム, ベイルート 観客数: 3,000 主審: 東城穣（日本） |

| 2017年11月10日 |

| 北朝鮮                                                       | 4 - 1    | マレーシア    |
| 朴光龍 12分 (pen.) · 金有成 42分 · 金英逸 48分 · 鄭日冠 80分 | レポート | ラシード 67分 |

| ニュー・アイモバイル・スタジアム, ブリーラム (タイ) 観客数: 287 主審: ファハド・アル・ミダシ（サウジアラビア） |

| 2017年11月13日 |

| マレーシア    | 1 - 4    | 北朝鮮                                |
| ラシード 85分 | レポート | 金有成 12分, 20分, 44分 · 朴光龍 79分 |

| ニュー・アイモバイル・スタジアム, ブリーラム (タイ) 観客数: 504 主審: アーメド・アル・カーフ（オマーン） |

| 2017年11月14日 |

| 香港 | 0 - 1    | レバノン               |
|      | レポート | マートゥク 43分 (pen.) |

| 香港スタジアム, 湾仔区 観客数: 10,109 主審: ハミス・アル＝マッリ（カタール） |

| 2018年3月27日 |

| 北朝鮮                    | 2 - 0    | 香港 |
| 鄭日冠 19分 · 朴光龍 25分 | レポート |      |

| 金日成競技場, 平壌 観客数: 32,000 主審: オマル・アル＝アリ（アラブ首長国連邦） |

| 2018年3月27日 |

| レバノン                                       | 2 - 1    | マレーシア        |
| マートゥク 18分 (pen.) · エル＝ヘルウェ 90+4分 | レポート | シャーフィク 72分 |

| カミール・シャムーン・スポーツ・シティ・スタジアム, ベイルート 観客数: 3,500 主審: ヴァレンティン・コヴァレンコ（ウズベキスタン） |

### グループC
| 順 | チーム         | 試 | 勝 | 分 | 敗 | 得 | 失 | 差  | 点 | 出場権       |     |     |     |     |     |
| -- | -------------- | -- | -- | -- | -- | -- | -- | --- | -- | ------------ | --- | --- | --- | --- | --- |
| 1  | ヨルダン       | 6  | 3  | 3  | 0  | 16 | 5  | +11 | 12 | アジアカップ |     | —   | 1–1 | 4–1 | 7–0 |
| 2  | ベトナム       | 6  | 2  | 4  | 0  | 9  | 3  | +6  | 10 | アジアカップ |     | 0–0 | —   | 0–0 | 5–0 |
| 3  | アフガニスタン | 6  | 1  | 3  | 2  | 7  | 10 | −3  | 6  |              |     | 3–3 | 1–1 | —   | 2–1 |
| 4  | カンボジア     | 6  | 1  | 0  | 5  | 3  | 17 | −14 | 3  |              | 0–1 | 1–2 | 1–0 | —   |     |

| 2017年3月28日 |

| アフガニスタン | 1 - 1    | ベトナム                  |
| アミン 69分    | レポート | グエン・バン・トアン 64分 |

| パミール・スタジアム, ドゥシャンベ（タジキスタン） 観客数: 2,500 主審: トゥルキ・ムハンマド（サウジアラビア） |

| 2017年3月28日 |

| ヨルダン | 7 - 0    | カンボジア |
| アッ＝ダルドゥール 12分, 21分, 87分 · バヒート 47分 · アル・サイフィ 61分 · サーレハ 62分 · アッ＝タアマリー 90分 | レポート |            |

| キング・アブドゥッラー・スタジアム, アンマン 観客数: 2,000 主審: ドミトリー・マシェンツェフ（キルギス） |

| 2017年6月13日 |

| カンボジア  | 1 - 0    | アフガニスタン |
| ウドン 59分 | レポート |                |

| プノンペン・オリンピックスタジアム, プノンペン 観客数: 40,000 主審: ムード・ボニャディファルド（イラン） |

| 2017年6月13日 |

| ベトナム | 0 - 0    | ヨルダン |
|          | レポート |          |

| トンニャット・スタジアム, ホーチミン市 観客数: 12,000 主審: 吳超覺（香港） |

| 2017年9月5日 |

| カンボジア    | 1 - 2    | ベトナム                                               |
| ワタナカ 10分 | レポート | グエン・バン・クエット 4分 · グエン・クアン・ハイ 81分 |

| プノンペン・オリンピックスタジアム, プノンペン 観客数: 34,587 主審: 東城穣（日本） |

| 2017年9月5日 |

| ヨルダン                                                                                       | 4 - 1    | アフガニスタン     |
| ムルジャーン 24分 · アル・サイフィ 33分 · アル＝バヒート 45分 (pen.) · アッ＝ダルドゥール 89分 | レポート | アミリ 73分 (pen.) |

| キング・アブドゥッラー・スタジアム, アンマン 観客数: 1,036 主審: アルムーガン・ロワン（インド） |

| 2017年10月10日 |

| ベトナム | 5 - 0    | カンボジア |
| ディン・タイン・チュン 13分 · グエン・バン・クエット 56分 · グエン・アイン・ドゥック 60分 · グエン・コン・フオン 76分 · マック・ホン・クアン 90+2分 | レポート |            |

| ミーディン国立競技場, ハノイ 観客数: 11,000 主審: シバコーン・プ・ユーダム（タイ） |

| 2017年10月10日 |

| アフガニスタン                                           | 3 - 3    | ヨルダン                                                                   |
| アル＝スーリマン 15分 (o.g.) · アミリ 64分 · アマニ 81分 | レポート | アブー・アマーラ 40分 · アル・サイフィ 43分 (pen.) · アル＝スーリマン 86分 |

| パミール・スタジアム, ドゥシャンベ（タジキスタン） 観客数: 1,500 主審: マスウード・トゥファーイレ（シリア） |

| 2017年11月14日 |

| カンボジア | 0 - 1    | ヨルダン              |
|            | レポート | アブー・アマーラ 17分 |

| プノンペン・オリンピックスタジアム, プノンペン 観客数: 18,369 主審: イルジズ・タンタシェフ（ウズベキスタン） |

| 2017年11月14日 |

| ベトナム | 0 - 0    | アフガニスタン |
|          | レポート |                |

| ミーディン国立競技場, ハノイ 観客数: 28,580 主審: ジャミール・アブドゥルフセイン（バーレーン） |

| 2018年3月27日 |

| ヨルダン              | 1 - 1    | ベトナム                      |
| アブー・アマーラ 71分 | レポート | グエン・アイン・ドゥック 24分 |

| アンマン国際スタジアム, アンマン 観客数: 1,562 主審: ヘタカムカナムゲ・ペレイラ（スリランカ） |

| 2018年3月27日 |

| アフガニスタン                | 2 - 1    | カンボジア        |
| アザズィ 26分 · シャルザ 45分 | レポート | ラボラヴィー 70分 |

| パミール・スタジアム, ドゥシャンベ（タジキスタン） 観客数: 3,011 主審: 飯田淳平（日本） |

### グループD
| 順 | チーム     | 試 | 勝 | 分 | 敗 | 得 | 失 | 差  | 点 | 出場権       |     |     |     |     |      |
| -- | ---------- | -- | -- | -- | -- | -- | -- | --- | -- | ------------ | --- | --- | --- | --- | ---- |
| 1  | オマーン   | 6  | 5  | 0  | 1  | 28 | 5  | +23 | 15 | アジアカップ |     | —   | 1–0 | 5–0 | 14–0 |
| 2  | パレスチナ | 6  | 5  | 0  | 1  | 25 | 3  | +22 | 15 | アジアカップ |     | 2–1 | —   | 8–1 | 10–0 |
| 3  | モルディブ | 6  | 2  | 0  | 4  | 11 | 19 | −8  | 6  |              |     | 1–3 | 0–3 | —   | 7–0  |
| 4  | ブータン   | 6  | 0  | 0  | 6  | 2  | 39 | −37 | 0  |              | 2–4 | 0–2 | 0–2 | —   |      |

| 2017年3月28日 |

| オマーン | 14 - 0   | ブータン |
| アブドゥルアジーズ 2分, 35分, 40分, 43分 · 68分, 85分 · アハマド 25分 · モフシン・アル＝ハールディ 30分 · ナーディル 44分 · バスネット 54分 (o.g.) · ハーリド・アル＝ハージリ 70分, 74分, 90+1分 (pen.), 90+2分 | レポート |          |

| スルタン・カーブース・スポーツコンプレックス, マスカット 観客数: 4,500 主審: フセイン・アブ・ヤヒヤ（レバノン） |

| 2017年3月28日 |

| モルディブ | 0 - 3    | パレスチナ                                                        |
|            | レポート | アハマド・マーヘル 62分, 65分 · アハマド・アブー・ナーヒヤ 90+2分 |

| ガロル国立競技場, マレ 観客数: 6,000 主審: アジズ・アシモフ（ウズベキスタン） |

| 2017年6月13日 |

| ブータン | 0 - 2    | モルディブ                                       |
|          | レポート | ファシル 42分 (pen.) · アフメド・アブドゥラ 75分 |

| チャンリミタン・スタジアム, ティンプー 観客数: 7,600 主審: クラム・シャザド（パキスタン） |

| 2017年6月13日 |

| パレスチナ                | 2 - 1    | オマーン      |
| ソリラ 13分 · ピント 21分 | レポート | アハマド 45分 |

| ファイサル・フサイニー国際スタジアム, アッ＝ラーム 観客数: 11,000 主審: シワコーン・プー・ウドン（タイ） |

| 2017年9月5日 |

| ブータン | 0 - 2    | パレスチナ                        |
|          | レポート | ピント 51分 · バハダーリー 90+5分 |

| チャンリミタン・スタジアム, ティンプー 観客数: 7,800 主審: ホー・ワイ・シン（香港） |

| 2017年9月5日 |

| オマーン | 5 - 0    | モルディブ |
| アル＝ハールディ 5分 · アル＝ハージリ 58分 · アル＝ヤヒヤーイー 69分 · アル=アフマディ 86分 · アル=ハサニ 88分 | レポート |            |

| スルタン・カーブース・スポーツコンプレックス, マスカット 観客数: 1,136 主審: ボー・ミン・チー（ベトナム） |

| 2017年10月10日 |

| パレスチナ | 10 - 0   | ブータン |
| バハダーリー 4分, 40分, 44分 · ジャービル 6分 · スィヤーム 22分 · マラーアバ 29分 · サラーム 48分 (pen.) · ナトゥール 60分 · ソリラ 62分, 69分 | レポート |          |

| ファイサル・フサイニー国際スタジアム, アッ＝ラーム 観客数: 7,250 主審: アルマン・ローワン（インド） |

| 2017年10月10日 |

| モルディブ    | 1 - 3    | オマーン                                                          |
| ファシル 24分 | レポート | アル=ハージリ 15分 · アリ 19分 (o.g.) · アハマド・ムバーラク 57分 |

| ガロル国立競技場, マレ 観客数: 2,884 主審: ジャレッド・ジレット（オーストラリア） |

| 2017年11月14日 |

| ブータン                              | 2 - 4    | オマーン                                                                    |
| ツエリング 59分 · C.ゲルツェン 90+3分 | レポート | アル=ハサニ 48分 · サーレハ 76分 · アル＝ハージリ 86分 · アル=ルザイキ 89分 |

| チャンリミタン・スタジアム, ティンプー 観客数: 3,100 主審: ナゴル・モハメド（マレーシア） |

| 2017年11月14日 |

| パレスチナ                                                                                    | 8 - 1    | モルディブ    |
| ユーセフ 6分, 33分 · ファイサル 16分 (o.g.) · マラーアバ 30分, 53分, 54分, 59分 · ソリラ 56分 | レポート | N.ハサン 52分 |

| アラブ・アメリカン・ユニバーシティ・スタジアム, ジェニーン 観客数: 5,750 主審: ドミトリー・マッセンセフ（キルギス） |

| 2018年3月27日 |

| オマーン            | 1 - 0    | パレスチナ |
| アル＝ハージリ 87分 | レポート |            |

| スルタン・カーブース・スポーツコンプレックス, マスカット 観客数: 9,700 主審: トゥルキ・アル＝クデール（サウジアラビア） |

| 2018年3月27日 |

| モルディブ                                                                       | 7 - 0    | ブータン |
| ハムザ・モハメド 35分 · N.ハサン 66分, 68分, 77分, 81分 · I.ハサン 90+3分 (o.g.) | レポート |          |

| ガロル国立競技場, マレ 主審: ハサン・アクラミ（イラン） |

### グループE
| 順 | チーム               | 試 | 勝 | 分 | 敗 | 得 | 失 | 差  | 点 | 出場権       |     |     |     |     |     |
| -- | -------------------- | -- | -- | -- | -- | -- | -- | --- | -- | ------------ | --- | --- | --- | --- | --- |
| 1  | バーレーン           | 6  | 4  | 1  | 1  | 15 | 3  | +12 | 13 | アジアカップ |     | —   | 4–0 | 5–0 | 0–0 |
| 2  | トルクメニスタン     | 6  | 3  | 1  | 2  | 9  | 10 | −1  | 10 | アジアカップ |     | 1–2 | —   | 2–1 | 2–1 |
| 3  | チャイニーズタイペイ | 6  | 3  | 0  | 3  | 7  | 12 | −5  | 9  |              |     | 2–1 | 1–3 | —   | 1–0 |
| 4  | シンガポール         | 6  | 0  | 2  | 4  | 3  | 9  | −6  | 2  |              | 0–3 | 1–1 | 1–2 | —   |     |

| 2017年3月28日 |

| チャイニーズタイペイ | 1 - 3    | トルクメニスタン                                                 |
| 陳柏良 45+2分 (pen.) | レポート | アンナドゥルディエフ 23分 · ミンガゾフ 24分 · 陳家駿 83分 (o.g.) |

| 台北陸上競技場, 台北 観客数: 5,898 主審: キム・ヘゴン（韓国） |

| 2017年3月28日 |

| バーレーン | 0 - 0    | シンガポール |
|            | レポート |              |

| バーレーン・ナショナル・スタジアム, リファー 観客数: 225 主審: ニヴォン・ガミニ（スリランカ） |

| 2017年6月10日 |

| シンガポール | 1 - 2    | チャイニーズタイペイ      |
| ハルン 6分   | レポート | 陳昌源 31分 · 陳昭安 60分 |

| ジャラン・ベサール・スタジアム（カラン） 観客数: 5,234 主審: アフメド・アル＝アリ（ヨルダン） |

| 2017年6月13日 |

| トルクメニスタン | 1 - 2    | バーレーン                        |
| ヤクシエフ 86分  | レポート | アル＝ロマイヒ 55分 · ヤセル 80分 |

| スポルト・トプルミー, ダショグズ 観客数: 9,500 主審: 馬寧（中国） |

| 2017年9月5日 |

| シンガポール | 1 - 1    | トルクメニスタン          |
| ハムザ 63分  | レポート | アンナドゥルディエフ 82分 |

| ジャラン・ベサール・スタジアム（カラン） 観客数: 3,712 主審: 山本雄大（日本） |

| 2017年9月5日 |

| バーレーン                                                                            | 5 - 0    | チャイニーズタイペイ |
| アル＝アズワッド 11分 · マダン 45+4分 · アブドゥルジャバール 56分, 89分 · ヒラル 74分 | レポート |                      |

| バーレーン・ナショナル・スタジアム, リファー 観客数: 362 主審: ナジール・アミール・ヌール・モハメッド（マレーシア） |

| 2017年10月10日 |

| トルクメニスタン          | 2 - 1    | シンガポール    |
| オラサヘドブ 18分, 90+3分 | レポート | ファンディ 27分 |

| コペトダグ・スタジアム, アシガバート 観客数: 15,400 主審: 呉超覚（香港） |

| 2017年10月10日 |

| チャイニーズタイペイ        | 2 - 1    | バーレーン                   |
| 陳柏良 90分 · 朱恩楽 90+2分 | レポート | アブドゥラティフ 17分 (pen.) |

| 台北陸上競技場, 台北 観客数: 7,908 主審: 木村博之（日本） |

| 2017年11月14日 |

| シンガポール | 0 - 3    | バーレーン                                      |
|              | レポート | アブドゥルジャバール 65分, 84分 · ラーシド 81分 |

| シンガポール・ナショナルスタジアム（カラン） 観客数: 2,628 主審: ジャレッド・ジレット（オーストラリア） |

| 2017年11月14日 |

| トルクメニスタン                            | 2 - 1    | チャイニーズタイペイ |
| ヤガシェフ 22分 · アンナドゥルディエフ 40分 | レポート | 陳柏良 88分 (pen.)   |

| スポルト・トプルミー, ダショグズ 観客数: 9,500 主審: ヘッティカムカナンジ・ペレラ（スリランカ） |

| 2018年3月27日 |

| バーレーン                                    | 4 - 0    | トルクメニスタン |
| ヘラル 12分, 24分 · イーサ 64分 · ヤセル 67分 | レポート |                  |

| バーレーン・ナショナル・スタジアム, リファー 観客数: 100 主審: ヤクーブ・アブドゥルバキ（オマーン） |

| 2018年3月27日 |

| チャイニーズタイペイ | 1 - 0    | シンガポール |
| 陳柏良 37分          | レポート |              |

| 台北陸上競技場, 台北 観客数: 8,139 主審: プランジャル・バナジー（インド） |

### グループF
| 順 | チーム       | 試 | 勝 | 分 | 敗 | 得 | 失 | 差 | 点 | 出場権       |     |     |     |     |     |
| -- | ------------ | -- | -- | -- | -- | -- | -- | -- | -- | ------------ | --- | --- | --- | --- | --- |
| 1  | フィリピン   | 6  | 3  | 3  | 0  | 13 | 8  | +5 | 12 | アジアカップ |     | —   | 2–2 | 2–1 | 4–1 |
| 2  | イエメン     | 6  | 2  | 4  | 0  | 7  | 5  | +2 | 10 | アジアカップ |     | 1–1 | —   | 2–1 | 2–1 |
| 3  | タジキスタン | 6  | 2  | 1  | 3  | 10 | 9  | +1 | 7  |              |     | 3–4 | 0–0 | —   | 3–0 |
| 4  | ネパール     | 6  | 0  | 2  | 4  | 3  | 11 | −8 | 2  |              | 0–0 | 0–0 | 1–2 | —   |     |

| 2017年3月28日 |

| フィリピン                                                               | 4 - 1    | ネパール    |
| P.ヤングハズバンド 21分 (pen.), 23分 · ラムゼイ 27分 · パティーニョ 73分 | レポート | ライ 45+1分 |

| リサール・メモリアル・スタジアム, マニラ 観客数: 1,715 主審: ヤクーブ・アブドゥルバキ（オマーン） |

| 2017年3月28日 |

| イエメン                                               | 2 - 1    | タジキスタン     |
| エルガシェフ 41分 (o.g.) · アラー・アッ＝サーシー 63分 | レポート | ウマルボエフ 9分 |

| スハイム・ビン・ハマド・スタジアム, ドーハ（カタール） 観客数: 380 主審: ナゴル・モハメド（マレーシア） |

| 2017年6月13日 |

| ネパール | 0 - 0    | イエメン |
|          | レポート |          |

| ハルチョーク・ランガシャラ, カトマンズ 観客数: 700 主審: ティムル・ファイズリン（キルギス） |

| 2017年6月13日 |

| タジキスタン                                                 | 3 - 4    | フィリピン                                                        |
| ウマルボエフ 57分 (pen.) · ファシエフ 61分 · ジャリロフ 90分 | レポート | P.ヤングハズバンド 28分 · パティーニョ 41分, 48分 · 佐藤大介 79分 |

| パミール・スタジアム, ドゥシャンベ 観客数: 15,000 主審: ハナ・ハタブ（シリア） |

| 2017年9月5日 |

| ネパール    | 1 - 2    | タジキスタン                      |
| メガル 61分 | レポート | ジャリロフ 25分 · ファシエフ 29分 |

| ANFAコンプレックス, カトマンズ 観客数: 1,200 主審: モハメッド・アル=フィッシュ（サウジアラビア） |

| 2017年9月5日 |

| フィリピン                                        | 2 - 2    | イエメン                                    |
| P.ヤングハズバンド 30分 · J.ヤングハズバンド 71分 | レポート | アッ＝ラダーイー 27分 · アル＝マタリー 55分 |

| パナード・スタジアム, バコロド 観客数: 2,911 主審: 金東進（韓国） |

| 2017年10月10日 |

| タジキスタン                                                               | 3 - 0    | ネパール |
| ダブロノフ 20分 (pen.) · ウマルボエフ 60分 (pen.) · ジャリロフ 87分 (pen.) | レポート |          |

| ギッサールセントラルスタジアム, ギッサール 観客数: 12,000 主審: ムーア・ボーイディアファード（イラン） |

| 2017年10月10日 |

| イエメン    | 1 - 1    | フィリピン  |
| アリー 63分 | レポート | オット 89分 |

| サウード・ビン・アブドゥッラフマーン・スタジアム, アル＝ワクラ市 (カタール) 観客数: 2,169 主審: 王迪（中国） |

| 2017年11月14日 |

| ネパール | 0 - 0    | フィリピン |
|          | レポート |            |

| ANFAコンプレックス, カトマンズ 観客数: 1,023 主審: アフメド・アル＝アリ（ヨルダン） |

| 2017年11月14日 |

| タジキスタン | 0 - 0    | イエメン |
|              | レポート |          |

| ギッサールセントラルスタジアム, ギッサール 観客数: 12,000 主審: フセイン・アブ・ヤヒヤ（レバノン） |

| 2018年3月27日 |

| フィリピン                                         | 2 - 1    | タジキスタン         |
| イングレソ 74分 · P.ヤングハズバンド 90+1分 (pen.) | レポート | ナザロフ 64分 (pen.) |

| リサール・メモリアル・スタジアム, マニラ 観客数: 4,671 主審: ジャレッド・ジレッド（オーストラリア） |

| 2018年3月27日 |

| イエメン                         | 2 - 1    | ネパール            |
| アル＝マタリー 24分, 84分 (pen.) | レポート | N.シュレシャ 45+1分 |

| カタールSCスタジアム, ドーハ (カタール) 観客数: 7,535 主審: アジズ・アシモフ（ウズベキスタン） |